# Käärmekalliot
Käärmekalliot este o arie protejată (arie specială de conservare — SAC, sit de importanță comunitară — SCI) din Finlanda întinsă pe o suprafață de 66 ha, integral pe uscat.

## Localizare
Centrul sitului Käärmekalliot este situat la coordonatele 63°05′31″N 24°01′53″E / 63.0919°N 24.0314°E.

## Înființare
Situl Käärmekalliot a fost declarat sit de importanță comunitară în august 1998 pentru a proteja 1 specie de animale. Situl a fost protejat și ca arie specială de conservare în aprilie 2015.

## Biodiversitate
Situată în ecoregiunea boreală, aria protejată conține 3 habitate naturale: Pante stâncoase silicioase cu vegetație casmofită, Taiga vestică, Mlaștini împădurite.
La baza desemnării sitului se află o specie protejată de  mamifere: Rangifer tarandus fennicus.